# Отто Ліман фон Зандерс
Отто Віктор Карл Ліман фон Зандерс (нім. Otto Viktor Karl Liman von Sanders; 17 лютого 1855, Штольп — 22 серпня 1929, Мюнхен) — німецький генерал, військовий радник в Османській імперії під час Першої світової війни. Кавалер ордена Pour le Mérite з дубовим листям.
Був відомий як Ліман-паша і Галліполійський лев.

## Біографія
Батько Лімана фон Зандерса був прусським дворянином. Як і багато інших пруссаків з дворянським походженням, він вступив в армію. У 1913 році він був призначений главою німецької військової місії в Османській імперії.
Після поразки в Першій балканській війні Туреччина гостро потребувала модернізації армії. Наприкінці 1913 року великий візир Саїд Халім-паша звернувся до імператора Вільгельма II з проханням надіслати для цієї мети німецьких офіцерів під командуванням досвідченого генерала. Імператора вибрав для цього фон Зандерса. Незабаром після прибуття в Стамбул генерал зустрівся з султаном Мехмедом Решадом, великим візиром і правлячим тріумвіратом младотурків. Зандерс знайшов спільну мову з усіма, крім Енвер-паші, якого німецький генерал вважав занадто недосвідченим для поста керівника армії. Зі свого боку Енвер був незадоволений тим фактом, що армія буде підкорятися іноземцю.
У 1914 році (перед самим початком війни) Енвер-паша запропонував Німеччині укласти союз. Німецький посол в Константинополі, Ганс фон Вангенгайм, після консультацій з фон Зандерсом, відмовився від пропозиції. Відмова була мотивована тим, що турецька армія слабка, економіка переживає не кращі часи, а саме керівництво Туреччини було недостатньо компетентним. Проте 20 липня (2 серпня) німецький та османський уряди підписали секретний договір про військовий союз; в умови договору, крім іншого, входив пункт про «вплив» німецької військової місії на дії турецької армії. Спочатку цей вплив практично був відсутній, але з огляду на відносні невдачі турків, німці посилили контроль над діями османських військ.
Коли Османська імперія остаточно вступила у війну (після двох місяців спроб уникнути прямого конфлікту з Антантою), Енвер-паша показав фон Зандерсу свій план розгрому російської оборони біля Карса. Фон Зандерс спробував відрадити Енвера від здійснення плану, але його поради були проігноровані, і ця операція обернулося катастрофою для турків біля Сарикамиш. Війна тривала: Джемаль-паша отримав наказ форсувати Суецький канал; його радником був німецький генерал Фрідріх Кресс фон Крессенштайн. Напад на Суец було провалено, хоча значних втрат турки не понесли.
Охоплений сумнівами Енвер-паша прибув до Стамбула, де очолив війська, які знаходились в районі столиці. Завданням було не допустити її захоплення військами Антанти. Незабаром Енвер передав командування фон Зандерсу.
У фон Зандерса було мало часу на організацію оборони — всього місяць, але він мав дві переваги. По-перше, османська 5-та армія була найкращим військовим з'єднанням турків, в неї входили 6 дивізій, загальною чисельністю 84 000 добре озброєних солдатів. По-друге, він скористався помилками союзного командування: замість використання потужного флоту для прориву безпосередньо до Стамбулу, британські та французькі адмірали вирішили здійснити висадку, щоб захопити Дарданелльський півострів.
25 квітня 1915 року основні британські сили висадилися біля Геллеспонта. Правильним рішенням фон Зандерса було призначення Кемаль-паші командиром 19-ї піхотної дивізії. Дивізія Кемаля врятувала турків від неминучої катастрофи. Його солдати здійснили марш-кидок в день вторгнення і зайняли оборонну лінію вище щойно висаджених австралійців і новозеландців, тому їх просування було складнене. Організована Кемаль-пашою оборона була надійна навіть через 5 місяців не підвела.
З квітня по листопад 1915 року (коли нарешті було прийняте рішення про евакуацію) фон Зандерсу довелося оборонятися від численних атак союзників. Британці намагалися прорватися в районі Сувла, але це також не принесло успіху. Єдиним досягненням англійців було те, що їм вдалося обійтися без великих втрат. Однак перемога була за турками, і чималий внесок в це зробив Ліман фон Зандерс.
У початку 1915 року попередній глава німецької військової місії в Османській імперії, барон Кольмар фон дер Гольц, прибув до Константинополя в якості військового радника султана Мехмеда V (фактичної влади не мав). Старий барон не захотів мати справ з Ліманом фон Зандерсом і недолюблював младотюркський тріумвірат (Енвер-паша, Джемаль-паша і Талаат-паша), які керували країною під час війни. Ряд великих наступів, запропонованих фон дер Гольцем, закінчилися нічим порівняно з наступом сил Антанти на трьох фронтах (в Дарданеллах, на Кавказі і на недавно відкритому Месопотамському фронті). У жовтні 1915 року Енвер-паша доручив Ліману фон Зандерсу боротися з британцями в Месопотамії.
У 1918 році, в останній рік війни, коли Османська імперія, по суті, агонізувала, Ліман фон Зандерс прийняв командування турецькими військами в Палестині, замінивши на цій посаді іншого німецького генерала, Еріха фон Фалькенгайна, який був розбитий англійцями під командуванням генерала Алленбі в кінці 1917 року.
Положення Лімана було непростим у зв'язку з низькою боєздатністю турецької армії. Його війська були здатні лише на оборонні дії. Оборона тривала досить довго, але коли війська генерала Алленбі прорвали фронт, османська армія була знищена протягом тижня (Битва при Мегіддо). Фон Зандерс ледь не потрапив в полон до британським військам, проте встиг втекти.
Після війни, в лютому 1919 року, фон Зандерс був затриманий на Мальті. Його звинувачували у військових злочинах, але через півроку він вийшов на свободу і пішов у відставку.
У 1927 році фон Зандерс видав мемуари про свою службу в Османській імперії до війни і під час неї, які написав у полоні на Мальті. 2 роки по тому він помер у Мюнхені у віці 74 років.

## Нагороди

### Нагороди Німецької імперії
- Орден Червоного орла
  - 3-го класу
  - 2-го класу з дубовим листям і королівською короною
  - 1-го класу з мечами (10 листопада 1917)
- Орден дому Саксен-Ернестіне, великий хрест з мечами
  - великий хрест (27 січня 1914)
  - мечі (15 липня 1917)
- Залізний хрест 2-го і 1-го класу
- Хрест «За заслуги у війні» (Саксен-Мейнінген) (15 липня 1915)
- Орден «За заслуги» (Баварія) 1-го класу з мечами (4 вересня 1915)
- Pour le Mérite з дубовим листям (10 січня 1916)
- Доктор філософії Єнського університету (серпень 1918)
- Пам'ятна медаль від художника-модерніста Макса Ланге
- Хрест «За вислугу років» (Пруссія)

### Нагороди Османської імперії
- Орден Меджида
  - 2-го класу (2 липня 1914)
  - 1-го класу (12 серпня 1918)
- Галліполійська зірка (1915)
- Орден «Османіє» 1-го класу (24 січня або 24 квітня 1915)
- Медаль «Імтияз» з шаблями
  - срібна (10 березня 1915)
  - золота (17 червня 1915)